# (33708) 1999 LE10
1999 LE10 (asteroide 33708) é um asteroide da cintura principal. Possui uma excentricidade de 0.14572210 e uma inclinação de 12.73912º.
Este asteroide foi descoberto no dia 8 de junho de 1999 por LINEAR em Socorro.